# Évangéline (chanson)
Pour l’article homonyme, voir Évangéline.
Évangéline est une chanson composée par Michel Conte en 1971.

## Histoire
Le texte de la chanson est inspiré de l'héroïne fictive Évangéline du poème épique de Henry Wadsworth Longfellow écrit en 1847 et qui raconte la déportation des Acadiens.

## Interprétations
Bien que popularisée par Isabelle Pierre, la chanson s'est vue interprétée par plusieurs autres artistes québécois et acadiens.
- Isabelle Pierre (1971)
- Marie-Jo Thério (2005)[1]
- Lyne Lapierre
- Marie Williams
- Annie Blanchard (2005)
- Les Muses (2003)
- Carolyne Jomphe
- Natasha St-Pier (2015), dans son album "Mon Acadie"